# Lithobius tibiosetosus
Lithobius tibiosetosus är en mångfotingart som beskrevs av J.R. Eason 1986. Lithobius tibiosetosus ingår i släktet Lithobius och familjen stenkrypare. Inga underarter finns listade i Catalogue of Life.